# Utsunomiya (Klan)

Wappen der Utsunomiya

Die Utsunomiya (japanisch 宇都宮氏 Utsunomiya-shi) waren eine Familie des japanischen Schwertadels (Buke), die sich vom Kampaku Fujiwara no Michikane ableitete und die bis zum Ende der Sengoku-Zeit von Bedeutung war.

## Genealogie
Ein Urenkel von Michikane wurde Mönch unter dem Namen Sōen (宗円) und wurde Oberpriester am Utsunomiya Futarasan-Schrein (宇都宮二荒山神社, heute Utsunomiya) in der Provinz Shimotsuke. Er soll auch jene Burg in Utsunomiya errichtet haben, die als Stammsitz der Familie diente.
- Yoritsuna (頼綱; 1172/8–1259), Ururenkel Sōens, wurde auf Grund seiner Verwicklung in ein Komplott seines Großvaters 1194 verbannt, kehrte allerdings nach einigen Jahren zurück und heiratete gar eine Tochter des Regenten Hōjō Tokimasa. Als Tokimasa 1205 von seinem Sohn Hōjō Yoshitoki abgesetzt wurde, wurde Yoritsuna gezwungen sein Haupt zu scheren und Mönch unter dem Ordensnamen Renjō (蓮生) zu werden. Er lernte unter einem Schüler Hōnens, dem Gründer der Jōdo-shū. Ihn verband eine Freundschaft mit dem berühmten Dichter Fujiwara no Sadaie, und Yoritsunas Tochter heiratete dessen Sohn Tameie, aber auch Yoritsuna selbst tat sich als Dichter hervor. 39 seiner Gedichte sind in der zeitgenössischen Anthologie Shinchokusen-wakashū erhalten.[3]
- Kintsuna (公綱; 1302–1356), Sohn des Sadatsuna (貞綱; 1266–1316) und Ururenkel Yoritsunas, wurde vom Regenten Hōjō Takatoki (北条 高時; 1303–1333) nach Kyoto geschickt, um die Rokuhara-Tandai zu unterstützen. Er schloss sich nach dem Fall von Kamakura der kaiserlichen Seite an (Südhof) und kämpfte unter Nitta Yoshisada, wo er in der Schlacht von Hakone-Takenoshita 1336 eine Niederlage erlitt und sich ergab. Später erzielte er jedoch Erfolge und wurde daher vom Go-Daigo-Tennō zum Sakonoe no shōshō (Stellvertretender Kommandant der Leibgarde zur Linken) ernannt. Danach zog er sich nach Ōba, Mashiko zurück, wo er als Einsiedler-Mönch namens Riren (理蓮) lebte.[4]
- Ujitsuna (氏綱; 1326–1370), Sohn von Kintsuna und einer Tochter Chiba Munetanes, war Shimotsuke no kami und Iyo no kami. Im Gegensatz zu seinem Vater kämpfte er auf Seiten des Nordhofs und unterstützte während der Kannō-Unruhen Ashikaga Takauji, wofür er mit den Posten des Shugo (Militärgouverneur) von Echigo und Kōzuke belohnt wurde, die dessen Gegner Uesugi Noriaki gehörten, die er jedoch wieder an Uesugi verlor, nachdem dieser sich mit Takaujis Sohn Motouji versöhnt hatte. Nachdem Motouji jung verstarb und sein 9-jähriger Sohn Kantō kubō[A 2] wurde mit Noriaki als Regenten schloss sich Ujitsuna 1368 der Hei-Rebellion (Musashi Heiikki) an, die jedoch unterlag. Im Folgejahr zog er sich zurück und wurde Mönch unter dem Namen Gensan Zenkō (元山禅綱).[5]
- Hitotsuna (等綱, auch Tomotsuna; 1420–1460), Sohn von Mochitsuna und Ururenkel Ujitsunas, folgte seinem Vater im Alter von vier Jahren nach, schloss sich später dem Kantō kubō Ashikaga Shigeuji (足利 成氏; 1438?–1497) im Kampf gegen die Uesugi an, der aber 1455 abgesetzt wurde. Er selbst musste sein Haar scheren, also der weltlichen Herrschaft entsagen, und wurde nach Shirakawa in der Provinz Mutsu verbannt.[6]
- Tadatsuna (忠綱; 1496–1527), Urenkel Hitotsunas, bekam Hilfe von seinem Schwager Yūki Masatomo (結城 政朝; 1479–1547), als seine Domäne 1499 von Satake Yoshiaki (佐竹 義昭; 1531–1565) und Iwaki Shigekata (岩城 重隆; † 1569) angegriffen wurde. Statt dankbar zu sein, plante er eine Verschwörung gegen seinen Wohltäter. Dieser kehrte zurück, setzte ihn ab und ersetzte ihn durch seinen Onkel Okitsuna (興綱; 1475–1536).[7]
- Hisatsuna (尚綱; 1512–1549), Okitsunas Sohn, griff seinen Nachbarn Nasu Takasuke († 1555) an, wo er in der Schlacht von Kitsuregawa-Saotomezaka in der Provinz Shimotsuke fiel.[8] Seine Burg wurde daraufhin von Mibu Tsunafusa eingenommen.[9]
- Hirotsuna (広綱; 1545–1576), Hisatsunas Sohn, residierte nach dem Verlust der Familienburg zunächst auf der Burg Mooka, seiner Vasallen, den Haga. 1557 wurde er von Satake Yoshiaki wieder als Fürst in Utsunomiya eingesetzt. Mit dem Vorrücken der (Späteren) Hōjō schloss er sich dem Feldherrn Uesugi Kenshin an.[9]
- Kunitsuna (国綱; 1568–1608) bildete mit den Nasu, Yūki und Satake ein Verteidigungsbündnis gegen die Hōjō, musste sich jedoch 1585 nach einer Offensive der Hōjō aus der Flachlandburg Utsunomiya in die Gebirgsburg Taki zurückziehen. 1590 schloss er sich bei der Belagerung von Odawara Toyotomi Hideyoshi an, in dessen Verlauf die Hōjō als Machtfaktor beseitigt wurden. Nach einem Streit mit Hideyoshis Schwiegersohn Asano Nagamasa entzog ihm Hideyoshi seinen Besitz. Kunitsune versuchte noch durch seine Beteiligung an Hideyoshis Feldzug gegen Korea wieder dessen Wohlwollen zu erlangen, was jedoch mit dem Tod Hideyoshis keine Früchte trug, so dass die Utsunomiya nun dauerhaft ihr Stammland samt Burg verlustig waren.[10]